# Monument i Reserva Nacionals d'Aniakchak

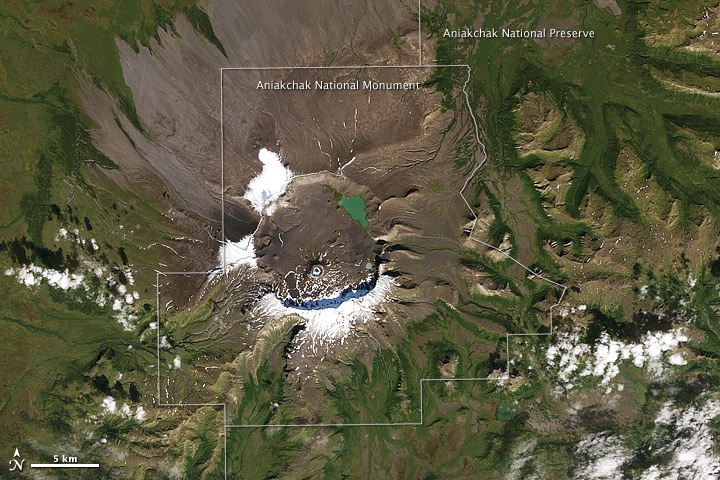
Vista d'Aniakchak des de satèl·lit amb els límits del monument i de la reserva

El Monument i Reserva Nacionals d'Aniakchak (Anaikchak National Monument and Preserve) consisteixen en una àrea natural protegida que envolta el volcà Aniakchak localitzada a la Serralada Aleutiana al sud-oest d'Alaska (Estats Units) dins del borough de Lake and Peninsula.
L'àrea va ser proclamada un monument nacional l'1 de desembre de 1978, i va ser establerta com un monument nacional i una reserva nacional juntament gestionats el 2 de desembre de 1980. El monument nacional abasta 55.513 hectàrees i la reserva 187.822 hectàrees. Aniakchak és administrat pel Servei de Parcs Nacionals.
Aniakchak és l'àrea menys visitada dins del Sistema de Parcs Nacionals dels EUA, amb només 57 visites recreatives documentades el 2011 (i només deu el 2008). La majoria dels visitants arriben a la zona amb avioneta bush des de l'aeroport de King Salmon, però la boira freqüent i altres condicions climàtiques adverses fan difícil l'aterratge.
La regió d'Aniakchak forma part de l'Anell de Foc del Pacífic. El monument nacional es compon de la caldera entorn del mont Aniakchak que conté exemples notables de diverses característiques volcàniques així com els fluxos de lava i cons de cendra. El llac Surprise (Lake Surprise), situat dins de la caldera, és la font del riu Aniakchak, un riu nacional salvatge i escènic. La caça amb fins d'esport i de subsistència es permet a l'adjacent reserva nacional. El Districte Paisatgístic Històric de la Badia Aniakchak (Aniakchak Bay Landscape Historic District) engloba el riu Aniakchak des del cràter Aniakchak fins a la badia Aniakchak i va ser inclòs en el Registre Nacional de Llocs Històrics el 14 de febrer de 1997.